# Villa litoralis
Villa litoralis är en tvåvingeart som beskrevs av Hall 1976. Villa litoralis ingår i släktet Villa och familjen svävflugor. Inga underarter finns listade i Catalogue of Life.